# Schizymenium bryoides
Schizymenium bryoides là một loài rêu trong họ Bryaceae. Loài này được Harv. mô tả khoa học đầu tiên năm 1840.